# Carantec
Carantec (bretonisch Karanteg) ist eine französische Gemeinde mit 3261 Einwohnern (Stand 1. Januar 2022) im Département Finistère in der Region Bretagne.

## Geografie

Karte

Carantec liegt am nordwestlichen Ende der Bucht Baie de Morlaix, zwischen der Mündung der Penzé im Westen und des Morlaix im Osten, auf einer Halbinsel, an der sich steile Felsufer und Sandstrände abwechseln.
Der Ort ist seit über hundert Jahren ein beliebtes Seebad und Urlaubsziel vor allem französischer Touristen. Viele Einwohner aus dem Großraum Paris besitzen hier ein kleines Ferienhäuschen. Es gibt mehrere Strände, die vorgelagerte Insel Callot, die bei Ebbe zu Fuß erreichbar ist, sowie eine Uferpromenade mit vielen Aussichtspunkten (z. B. der chaise du curé).
Das Verbrennen von Algen war für die Einwohner von Callot Mitte des 19. Jahrhunderts eine wichtige Tätigkeit:  Die Bewohner der Île de Batz und der Halbinsel Callot ernten Algen und verwenden sie getrocknet als Brennholz. Die entstehende Asche wird an den Agrarhandel geliefert. Sie wurden mit Asche aus der Kuhdungverbrennung vermischt, den die Küstenbewohner ebenfalls als Brennstoff nutzen. Die Algen- oder die Algenasche wird gegen Ende Mai und Anfang Juni auf den Märkten von Morlaix und Penzé verkauft.

## Bevölkerungsentwicklung
| Jahr                       | 1962 | 1968 | 1975 | 1982 | 1990 | 1999 | 2006 | 2016 | 2020 |
| Einwohner                  | 2603 | 2651 | 2527 | 2522 | 2609 | 2724 | 3088 | 3148 | 3212 |
| Quellen: Cassini und INSEE |      |      |      |      |      |      |      |      |      |

## Kultur und Sehenswürdigkeiten

### Bauwerke

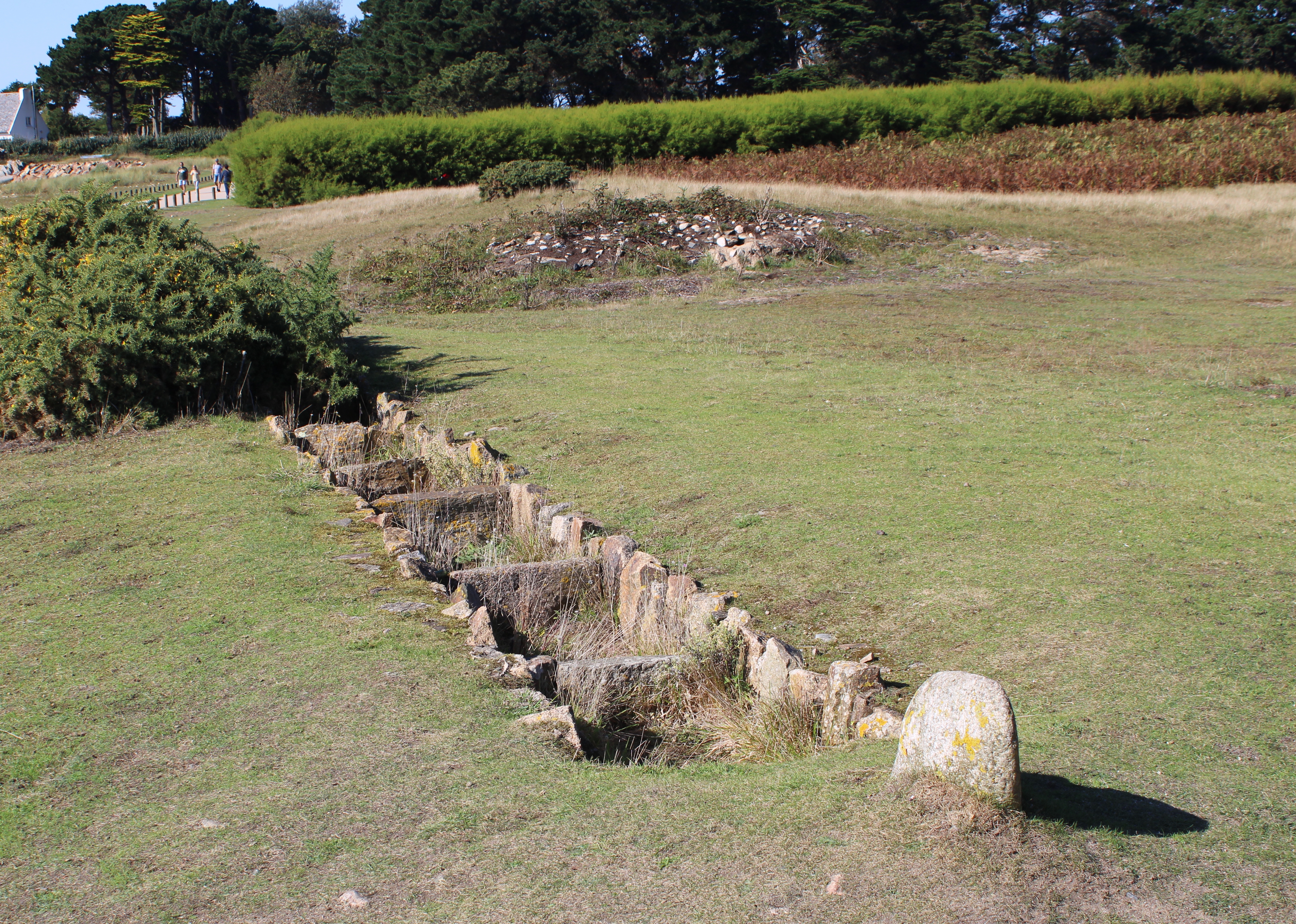
Reste des Algenofens

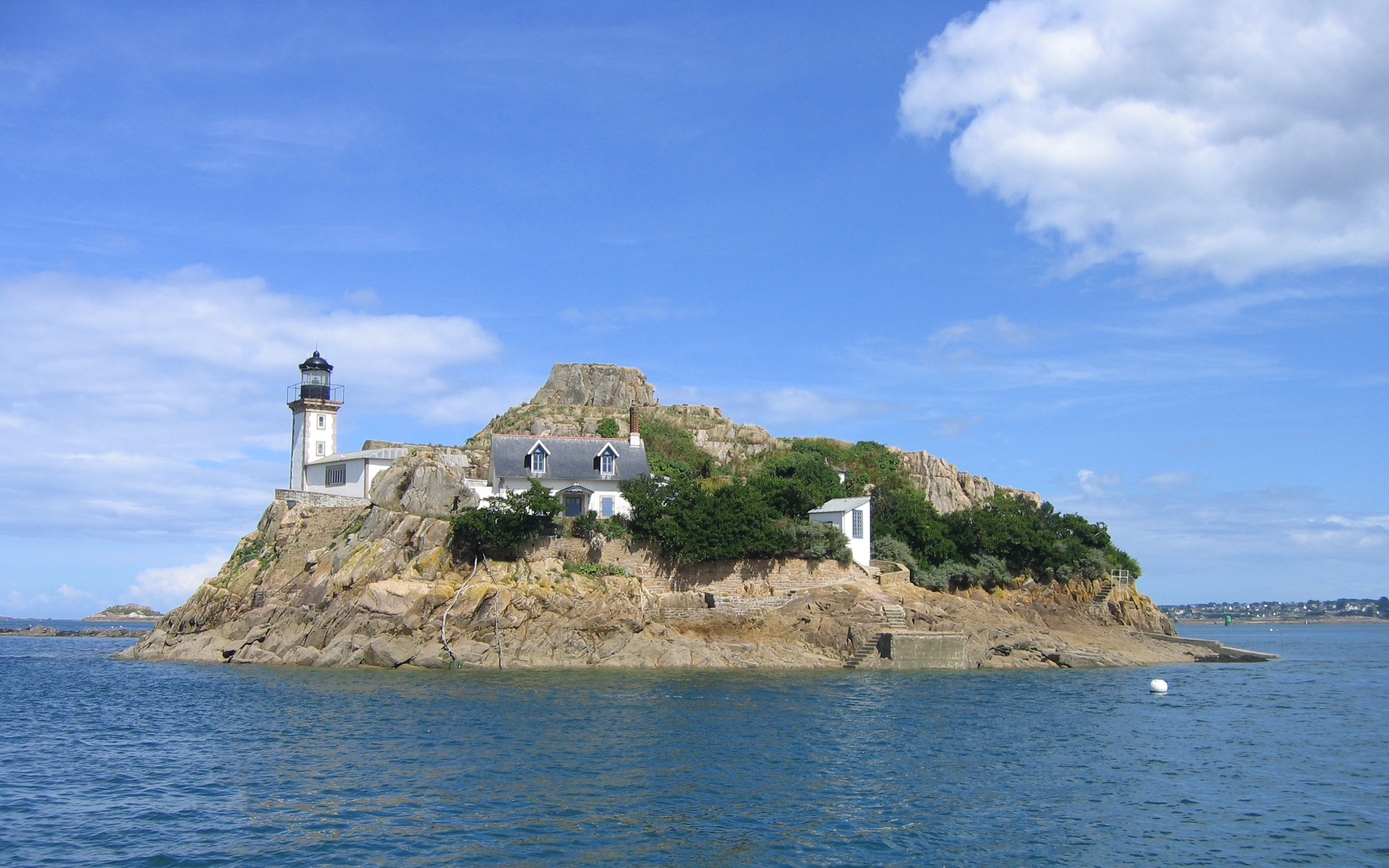
Leuchtturm – Phare de l’Île Louët

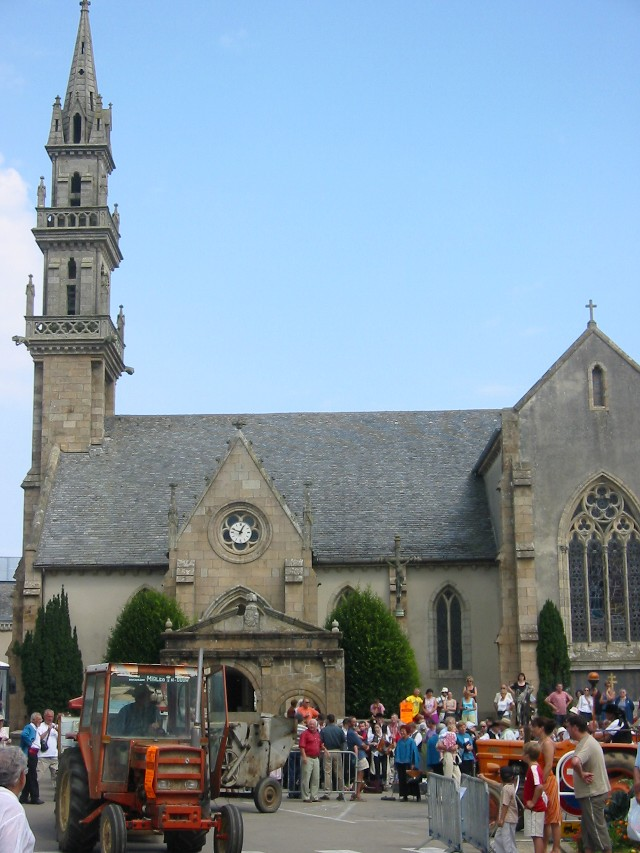
Dorfplatz mit Kirche

- Die Burg Taureau aus dem 16. Jahrhundert ist ein auf einem Riff errichtetes Bauwerk zum Schutz der Stadt Morlaix vor englischen Angriffen.
- Die neugotische Kirche aus dem 19. Jahrhundert wurde 1867 nach Plänen von François de Kergrist anstelle einer Kirche aus dem 17. Jahrhundert errichtet.
- Leuchttürme «Phare de la Lande» und «Phare de l’Île Louët»

Siehe auch: Liste der Monuments historiques in Carantec

### Inseln
- Die Île Louët ist eine pittoreske Insel mit einem 1860 eingeweihten Leuchtturm und Leuchtturmwächterhäuschen.
- Die Île Callot ist eine Gezeiteninsel (französisch Île-de-marée) gegenüber dem Hafen von Carantec. Von Carantec aus ist sie bei Niedrigwasser über den Passe aux Moutons, eine chaussée submersible (deutsch „Tauchstraße“) zugänglich.
- In der Bucht befinden sich mehrere Vogelschutzinseln.

## Ereignisse
- Schiffbruch der Aboukir Bay (1893)

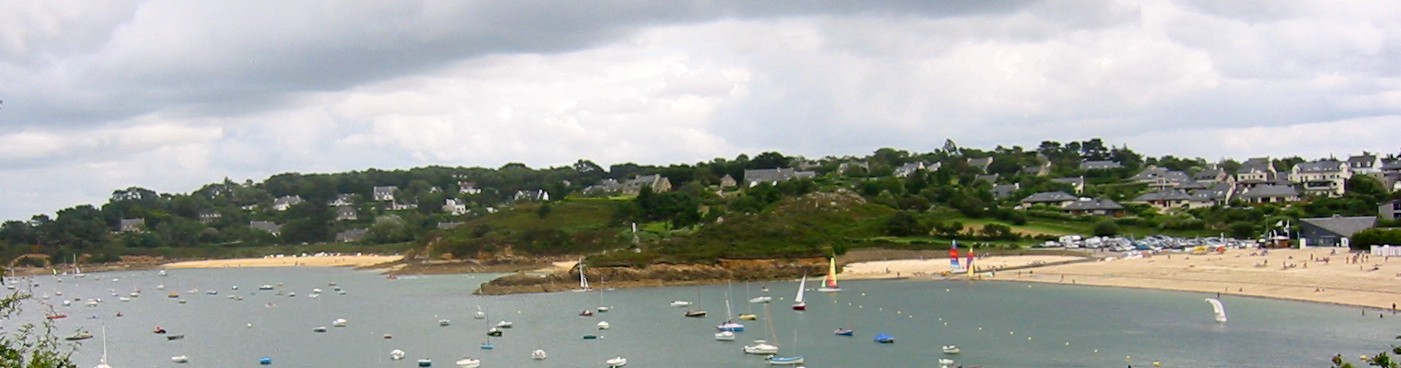
Strände von Carantec